# Phytosciara scopulifera
Phytosciara scopulifera är en tvåvingeart som beskrevs av Pekka Vilkamaa och Heikki Hippa 1996. Phytosciara scopulifera ingår i släktet Phytosciara och familjen sorgmyggor. Inga underarter finns listade i Catalogue of Life.